# Justin Barnes
Justin Barnes (Peterborough, 26 de marzo de 1991) es un deportista canadiense que compite en vela en la clase 49er. En los Juegos Panamericanos obtuvo dos medallas de bronce, en 2019 y 2023.

## Palmarés internacional
| Juegos Panamericanos | Juegos Panamericanos | Juegos Panamericanos | Juegos Panamericanos |
| Año                  | Lugar                | Medalla              | Clase                |
| -------------------- | -------------------- | -------------------- | -------------------- |
| 2019                 | Lima (Perú)          | Medalla de bronce    | 49er                 |
| 2023                 | Santiago (Chile)     | Medalla de bronce    | 49er                 |